# Lucio Gellio Publicola (console 36 a.C.)
Lucio Gellio Publicola (latino: Lucius Gellius Publicola; ... – forse 31 a.C.) è stato, insieme a Marco Cocceio Nerva, il console della Repubblica romana nel 36 a.C.

## Biografia
L'omonimo padre fu console nel 72 a.C.
Supportò Marco Giunio Bruto dopo l'assassinio di Giulio Cesare. Arrestato con l'accusa di complotto, fu tuttavia assolto, così come fu assolto, mentre era console, da alcune accuse di incesto.
Dopo il suo mandato, sostenne Marco Antonio contro Ottaviano Augusto. Comandò l'ala sinistra della flotta di Antonio della battaglia di Azio, dopo la quale il suo nome non è più menzionato. Probabilmente, quindi, perì durante essa.